# Франческо Мауджері
Франческо Мауджері (італ. Francesco Maugeri, 14 жовтня 1898, Джела - 8 вересня 1978, Турин)  - італійський адмірал, начальник генерального штабу ВМС Італії протягом 1947-1948 років.

## Біографія
Франческо Мауджері народився 14 жовтня 18598 року у місті Терранова (зараз Джела) на Сицилії. У 1911 році вступив до Військово-морської академії в Ліворно, яку закінчив у 1915 році у званні гардемарина. Ще будучи курсантом, брав участь в італійсько-турецькій війні. 

### Перша світова війна
Після вступу Італії у Першу світову війну ніс службу на борту лінкорів «Рома» та «Конте ді Кавур». У 1917 році, отримавши звання молодшого лейтенанта, пройшов навчання у школі пілотів в Таранто. Отримавши патент пілота, ніс службу у 255-ій ескадрильї гідролітаків. Здійснив велику кількість розвідувальних та бомбардувальних вильотів, за що був нагороджений двома  срібними та однією бронзовою медаллю «За військову доблесть».

### Міжвоєнний період
У 1918 році отримав звання лейтенанта. У 1919 році був переведений на крейсер «Лібія», на борту якого протягом 1921-1922 років здійснив навколосвітній похід. Надалі ніс службу на борту лінкора «Конте ді Кавур».
У 1927 році отримав звання капітана III рангу, протягом 1929-1931 років командував есмінцем «Джованні Нікотера». У 1932 році отримав звання капітана II рангу. Протягом 1932-1933 років ніс службу в генеральному штабі флоту.
Протягом 1935-1936 років командував 7-ю ескадрою есмінців (флагманський корабель - «Дардо»), яка базувалась в Червоному морі.
Протягом 1936-1938 років пройшов навчання у Вищому інституті війни (італ. istituto superiore di guerra) в Турині.
У 1937 році отримав звання капітана I рангу. З 1938 року командував крейсером «Пола», з 1939 року - крейсером «Джованні делле Банде Нере».

### Друга світова війна
На момент вступу Італії у Другу світову війну 10 червня 1940 року Франческо Мауджері командував крейсером «Джованні делле Банде Нере». На його борту він взяв участь в бою біля Калабрії та бою біля мису Спада.
16 листопада 1940 року він був призначений капітаном крейсера «Больцано», на борту якого брав участь в бою біля мису Спартівенто та бою біля мису Матапан.
За участь у цих боях, а також за численні ескортні операції Франческо Мауджері був нагороджений срібною, трьома бронзовими медалями «За військову доблесть», а також німецьким Орденом Заслуг німецького орла.
У травні 1941 року Франческо Мауджері був призначений керівником Служби секретної інформації (італ. Servizio Informazioni Segrete, SIS) військово-морських сил Італії. У 1942 році отримав звання контрадмірала.
Він перебував на цій посаді до капітуляції Італії 8 вересня 1943 року.
Після арешту Беніто Муссоліні 25 липня 1943 року Франческо Мауджері супроводжував його на військовому кораблі спочатку в Понцу, потім в Ла-Маддалену. За результатами бесід з дуче Мауджері написав статтю «Мені розповідав Муссоліні» (італ. Mussolini mi ha detto), опубліковану в журналі «Politica estera» у 1944 році.
Після капітуляції Італії Франческо Мауджері залишився в Римі, де організував інформаційну службу Підпільного військового фронту (італ. Fronte militare clandestino), а також координував зв'язок із військами союзників до моменту звільнення Рима 4 червня 1944 року.
За цю діяльність він був нагороджений срібною медаллю «За військову доблесть», орденом Легіону Заслуг (США), а також визнаний як партизан та борець руху опору.
За діяльність під час війни загалом він також був нагороджений Військовим орденом Італії.
З червня 1944 року по травень 1945 року ніс службу у міністерстві військово-морських сил, у лютому 1945 року отримав звання дивізійного адмірала.

### Післявоєнний період
Одразу після закінчення війни 15 травня 1945 року Франческо Мауджері був призначений командувачем військово-морського командування в Тірренському морі. Він перебував на цій посаді до 31 грудня 1946 року, після чого був призначений начальником генерального штабу ВМС Італії. 16 серпня 1947 року отримав звання ескадреного адмірала.
У 1948 році Франческо Мауджері написав книгу «З попелу до ганьби» (англ. «From the ashes of disgrace»), яка вийшла другом у Нью-Йорку англійською мовою і не була перекладена італійською мовою. В ній він описав перипетії війни, виражаючи симпатії до союзників та неприязнь до Осі.

#### Звинувачення у зраді
Після закінчення війни у правій пресі розгорнулась кампанія, яка звинуватила Франческо Мауджері у зраді, коли він перебував на посту керівника Служби секретної інформації. Головний редактор видання «Asso di Bastoni» Філіппо Ніколо Манкузо (італ. Filippo Nicolò Mancuso) звинуватив Мауджері у передачі секретної інформації союзникам ще до появи у них дешифрувальної системи «Ультра».
Для цього був використаний факт нагородження американським орденом Легіону Заслуг за «заслуги, надані уряду Сполучених Штатів».
Також були використані цитати книги «From the ashes of disgrace», де автор, зокрема стверджував: «Чим більше любив свою країну, тим більше треба було молитися за її поразку на полі бою... Закінчити війну, незважаючи ні на що, за будь-яку ціну».
Для розслідування цих звинувачень була створена парламентська комісія, а також проведене внутрішнє розслідування у військово-морських силах, яким керував міністр оборони Ранлольфо Паччарді. Паччарді не звинувачував явно Мауджері у зраді, але різко критикував його поведінку під час війни.
Військова прокуратура, яка займалася цією справою, заявила, що «не зобов’язана вживати жодних заходів щодо Мауджері через відсутність будь-яких доказів у порядку фактів». Багато адміралів виступили на захист Мауджері, навівши докази, що часто секретна інформація просочувалась назовні із міністерства чи штабу флоту.
Стаття 16 Паризького мирного договору 1947 року говорить: «Італія не буде інкримінувати або будь-яким іншим чином переслідувати італійських громадян, включаючи членів збройних сил лише за факт висловлення співчуття для справи Союзних чи Об’єднаних держав або вжити заходів на користь тієї самої справи протягом періоду між 10 червня 1940 року і датою набрання чинності цим договором».
Проте, незважаючи на це, зрештою 4 листопада 1948 року Франческо Мауджері змушений був піти у відставку.

#### Завершення кар'єри
У квітні 1949 року Франческо Мауджері був призначений Військово-морського департаменту Неаполя і перебував на цій посаді до березня 1950 року.
У 1951 році був призначений генеральним секретарем військово-морських сил. З квітня 1951 року по квітень 1955 року був представником Італії у НАТО.  У квітні 1955 року вийшов у відставку у зв'язку із досягненням граничного віку служби.
У 1970-х роках Франческо Мауджері написав книгу «Спогади моряка» (італ. Ricordi di un marinaio), в якій він виклав свою біографію. Вона значною мірою містила матеріал із книги «From the ashes of disgrace».
Помер 8 серпня 1978 року у Турині.

### Публікації
- «Мені розповідав Муссоліні» (італ. Mussolini mi ha detto)
- «З попелу до ганьби» (англ. «From the ashes of disgrace»),
- «Спогади моряка» (італ. Ricordi di un marinaio)

## Нагороди

### Італійські
- Срібна медаль «За військову доблесть» (нагороджений 4 рази)
- Бронзова медаль «За військову доблесть» (нагороджений 4 рази)
- Хрест «За бойові заслуги» (нагороджений двічі)
- Кавалер Військового ордена Італії
- Офіцер Ордена Святих Маврикія та Лазаря
- Великий офіцер Ордена Корони Італії

### Іноземні
- Орден Заслуг німецького орла
- Офіцер Легіону Заслуг (США)